# Banlieues 89
Banlieues 89 est une association créée en 1981 puis une mission interministérielle lancée en 1983 et disparue en 1991 qui s'est donné pour but d'améliorer l'urbanisme de la banlieue en France. Animées par l'architecte Roland Castro et l'urbaniste Michel Cantal-Dupart, la mission a abouti en 1989 à des projets d'urbanisme et d'architecture se voulant innovants. Cette mission constitue un jalon dans la politique de la ville en France. La logique proposée par les architectes urbanistes de la mission est de proposer aux maires des communes des projets globaux de renouvellement urbain des quartiers de banlieues.

## Historique
En 1981, deux architectes et urbanistes Roland Castro et Michel Cantal-Dupart créent une association du nom de « Banlieues 89 » qui a pour objectif de « faire une révolution en banlieue ». Il s'agit d'architectes ayant participé aux mouvements de Mai 68 et se révoltant contre la logique des grands ensembles, influencés par le théoricien Henri Lefebvre.
En 1983, les animateurs de l'association organisent une visite de la banlieue parisienne pour François Mitterrand, le faisant passer par la cité des 4000 à La Courneuve et à la cité-jardin de la Butte-Rouge de Châtenay-Malabry. À la suite de cette visite, une mission interministérielle est créée reprenant le nom de l'association et dirigée par ses animateurs. En 1984, deux consultations sont lancées en direction des architectes, urbanistes, paysagistes et plasticiens afin de proposer des projets de rénovation de la banlieue en France. 73 projets sont retenus en avril 1984 puis 146 autres en octobre 1984. En 1989, des assises de la banlieue sont tenues à Nanterre, dans le but de faire un bilan des actions menées. De nouvelles assises se tiennent à Bron en 1990, intitulées « Pour en finir avec les grands ensembles ». Quelques jours après, un ministère de la Ville est créé et dirigé par Michel Delebarre. La mission disparaît en 1991 lors de sa fusion avec la délégation interministérielle à la ville qui est plus adaptée qu'une petite structure de type militante pour mener les projets lancés.

## Réalisations
Finalement, après avoir souhaité lancer des projets à l'échelle de la région, la mission se resserre sur des opérations municipales. Elle intervient en effet dans le contexte des lois de décentralisation qui concernent, notamment, la compétence d'urbanisme revenant aux communes. 116 projets sont engagés dans 116 communes.

## Critiques
De nombreuses critiques ont été adressés aux projets menés par la mission. L'écrivaine Frédérique de Gravelaine parle ainsi de « beaucoup de mots et peu de chose » dans la revue L'Architecture d'aujourd'hui.

## Publications
- Lumières de la ville, vers une civilisation urbaine, revue éditée par Banlieue 89, premier numéro paru en janvier 1990.
- Banlieues 89, 116 réalisations : Manière de dire, manières de faire, Paris, Banlieues 89, 1989, 174 p. (BNF 36207632).